# كنيسة سانتا انجراتيا

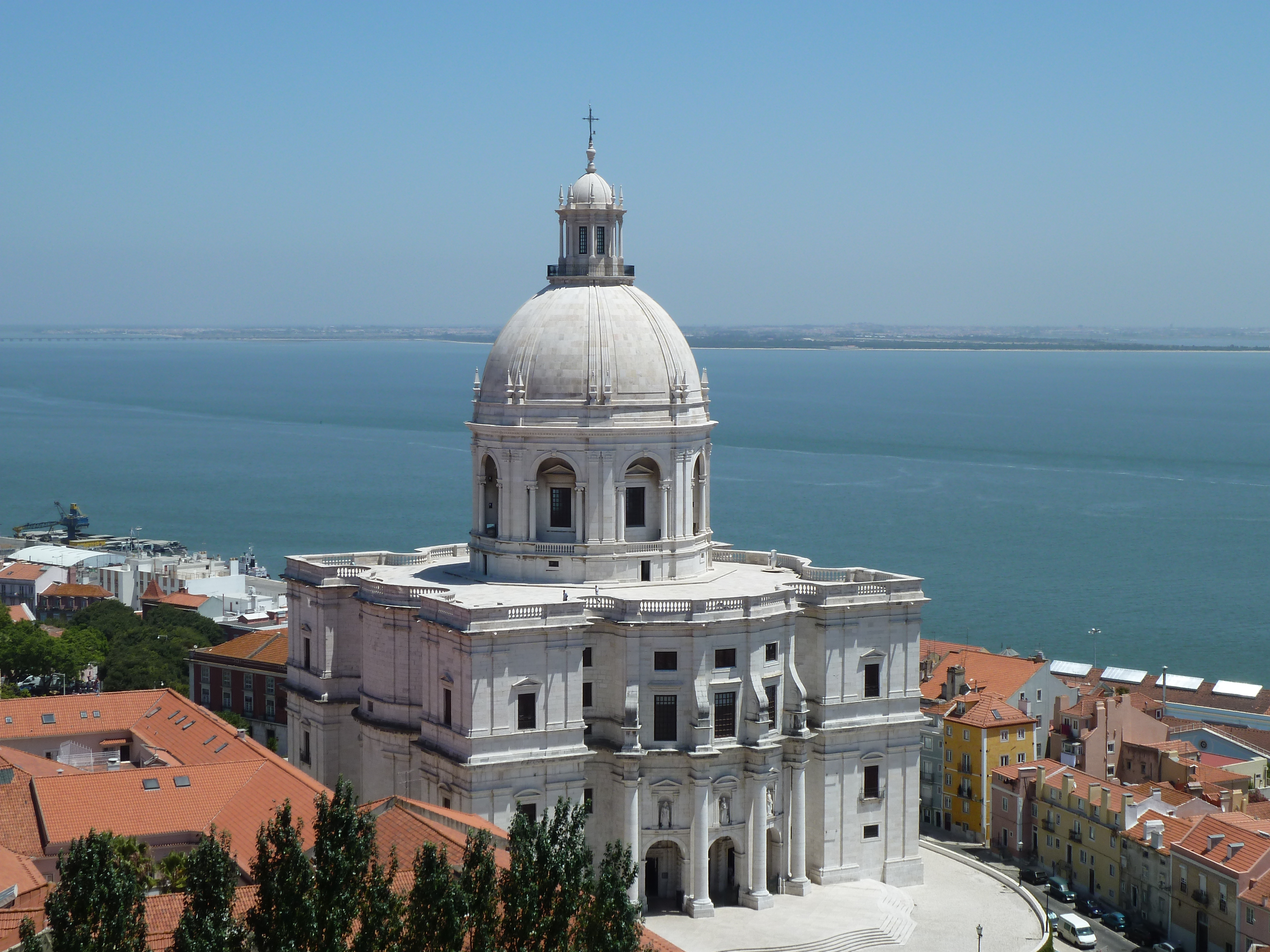
كنيسة سانتا انجراتيا في لشبونة.

كنيسة سانتا انجراتيا (بالبرتغاليّة: Igreja de Santa Engrácia) هو نصب تذكاري بني في القرن السابع عشر في لشبونة، البرتغال. وهي في الأصل كنيسة رومانية كاثوليكية، لكنها تحولت في القرن العشرين إلى البانثيون الوطني (بالبرتغاليّة: Panteão Nacional)، وتحوي على مدافن لعدد من الشخصيات البرتغالية الهامة والمؤثرة. وهي تقع في حي ألفاما، بالقرب من نصب تذكاري مهم، وهو دير ساو فيسنتي دي فو.
في عام 1916، خلال جمهورية البرتغال الأولى، تم تحويل الكنيسة إلى بانثيون وطني. تم الانتهاء منها فقط في عام 1966، في عهد حكومة الديكتاتور أنطونيو سالازار.
يضم البانثيون قبور لعديد من الشخصيات المؤثرة في التاريخ البرتغالي ومنهم صوفيا دي ميللو، وأوزيبيو، ولويس دي كامويس، وبيدرو ألفاريز كابرال، وألفونسو دي ألبوكيرك، ونونو ألفاريز بيريرا، وفاسكو دا غاما وهنري البحار.

## أعلام
- أماليا رودريجيش
- أوزيبيو
- تيوفيلو براغا
- هومبرتو ديلغادو
- مانويل دي آرياغا